# Robert Cummings Neville
Robert Cummings Neville (* 1. Mai 1939) ist ein US-amerikanischer Philosoph und methodistischer Theologe, Autor und langjähriger Dekan der Boston University School of Theology.
In seiner Dissertation an der Yale University, „God the Creator“, entwickelt er einen Gottesbeweis. Anfang der 1990er Jahre ist er zu einem Vertreter der Komparativen Theologie geworden und hat den Konfuzianismus als Welt-Philosophie diskutiert.

## Schriften

### Monographien
- Soldier, sage, saint. New York: Fordham Univ. Pr. 1978.
- The Puritan smile: a look toward moral reflection. Albany: State University of N.Y. Press, 1987. ISBN 0-88706-542-2
- Behind the masks of God: an essay toward comparative theology. Albany N.Y.: State University of New York Press, 1991. ISBN 0-7914-0578-8
- God the creator: on the transcendence and presence of God. Albany: State University of N.Y. Press, 1992(1968) ISBN 0-7914-0843-4
- Eternity and time’s flow. Albany: State University of N.Y. Press, 1993. [SUNY series in philosophy / SUNY series in religion] ISBN 0-7914-1600-3
- Normative cultures. [Axiology of thinking series; 3] Albany: State University of N.Y. Press, 1995. ISBN 0-7914-2577-0
- Boston Confucianism: portable tradition in the late-modern world. Albany, N.Y: State University of N.Y. Press, 2000. [SUNY series in Chinese philosophy and culture] ISBN 0-7914-4717-0
- The human condition. Albany: State University of N.Y. Press, 2001. ISBN 0-7914-4779-0
- Ultimate realities. Albany: State University of N.Y. Press, 2001. ISBN 0-7914-4775-8
- Symbols of Jesus: a christology of symbolic engagement. Cambridge: Cambridge Univ. Press, 2001. ISBN 0-521-80787-5

### Artikel
- Some Confucian-Christian comparisons. In: Journal of Chinese Philosophy; Vol. 22,4, 1995. S. 379–400.
- Rezension: Li Chenyang: The Tao Encounters the West: Explorations in Comparative Philosophy. [Chico, Calif., etc., American Academy of Religion] In: Journal of the American Academy of Religion. 69, no. 1, (2001): 244. ISSN 0002-7189
- Daoist relativism, ethical choice, and normative measure. In: Journal of Chinese philosophy. - Malden, Mass.; Vol. 29,1 (2002), S. 5–20.